# Argentina en los Juegos Olímpicos de Londres 1908
La participación de Argentina en los Juegos Olímpicos de Londres 1908 fue la segunda actuación donde el país fue una de las 22 naciones representadas al participar en los mismos el patinador Héctor Torromé. Torromé, era un importador de té que residía en Inglaterra y que en 1907 había sido subcampeón individual del primer campeonato británico de patinaje artístico. Por esta razón, clasificó para los Juegos Olímpicos de Londres, pero él solicitó representar a Argentina, permiso que le fue aceptado.
Compitió en la prueba individual masculina de patinaje artístico sobre hielo, evento olímpico que resultó el antecesor de los Juegos Olímpicos de invierno terminando con 1144,5 puntos. Los tres integrantes del podio fueron suecos y la medalla de oro correspondió a Ulrich Salchow, siete veces campeón mundial. En esa prueba, Torromé superó a Nicolai Panin, considerado el mejor patinador de la historia de la escuela rusa, terminando en la séptima posición.